# Ectatoderus apterus
Ectatoderus apterus är en insektsart som först beskrevs av Lucien Chopard 1925.  Ectatoderus apterus ingår i släktet Ectatoderus och familjen Mogoplistidae. Inga underarter finns listade i Catalogue of Life.